# Маріо Бен
Маріо Бен (нід. Mario Been, нар. 11 грудня 1963, Роттердам) — нідерландський футболіст, що грав на позиції півзахисника, зокрема за «Феєнорд» та національну збірну Нідерландів. По завершенні ігрової кар'єри — тренер.

## Клубна кар'єра
У дорослому футболі дебютував 1982 року виступами за команду «Феєнорд», в якій попри юний рік швидко почав отримувати ігрову практику. 1984 року став першим лауреатом новозапровадженої нагороди Нідерландський футбольний талант року для гравців віком до 21 року. Загалом провів у «Феєнорді» шість сезонів, взявши участь у 137 матчах чемпіонату, в яких регулярно відзначався забитими м'ячами, і мав середню результативність на рівні 0,39 гола за гру.
1988 року погодився продовжити кар'єру в Італії, де протягом двох сезонів грав за «Пізу». У подальшому грав на батьківщині за «Роду» (Керкраде) та «Геренвен», а також в Австрії за «Ваккер» (Інсбрук).
Завершував ігрову кар'єру в «Ексельсіорі» (Роттердам), за який виступав протягом 1993—1995 років.

## Виступи за збірні
1983 року залучався до складу молодіжної збірної Нідерландів. Був у її складі учасником тогорічної молодіжної першості світу. На турнірі нідерландці припинили боротьбу на стадії чвертьфіналів, а сам гравець відзначився двома голами, ставши разом із Марко ван Бастеном найкращим її бомбардиром на чемпіонаті.
1984 року провів свою єдину гру у складі національної збірної Нідерландів.

## Кар'єра тренера
Завершивши виступи на полі, залишився у структурі клубу «Ексельсіор» (Роттердам), де упродовж 1996–2000 років тренував молодіжну команду.
Згодом входив до очлюваного Бертом ван Марвейком тренерського штабу «Феєнорда». 2005 року повернувся до «Ексельсіора», отримавши свою першу посаду головного тренера. Протягом 2006–2009 років тренував «Неймеген», після чого очолив тренерський штаб «Феєнорда». Залишив тренерський місток рідної команди влітку 2011 року, пояснивши своє рішення недостатньою довірою до нього з боку гравців.
Невдовзі отримав запрошення попрацювати у Бельгії із «Генком». 2013 року привів команду до перемоги у Кубку Бельгії, утім вже на початку 2014 був звільнений.
2016 року асистував Дікові Адвокату у тренерському штабі «Фенербахче», а наступного року тренував кіпрський АПОЕЛ.
| Дата       | Місто  | Господарі | Результат | Гості      | Турнір            | Голи | Примітки |
| ---------- | ------ | --------- | --------- | ---------- | ----------------- | ---- | -------- |
| 14-11-1984 | Відень | Австрія   | 1 – 0     | Нідерланди | Відбір до ЧС 1986 | -    | 73'      |
| Усього     |        | Матчів    | 1         |            | Голів             | 0    |          |

## Титули і досягнення

### Як гравця
- Чемпіон Нідерландів (1):

«Феєнорд»: 1983-84
- Володар Кубка Нідерландів (1):

«Феєнорд»: 1983-84

### Як тренера
- Володар Кубка Бельгії (1):

«Генк»: 2012-13

### Особисті
- Нідерландський футбольний талант року (1):

1984